# ابریشم زبر

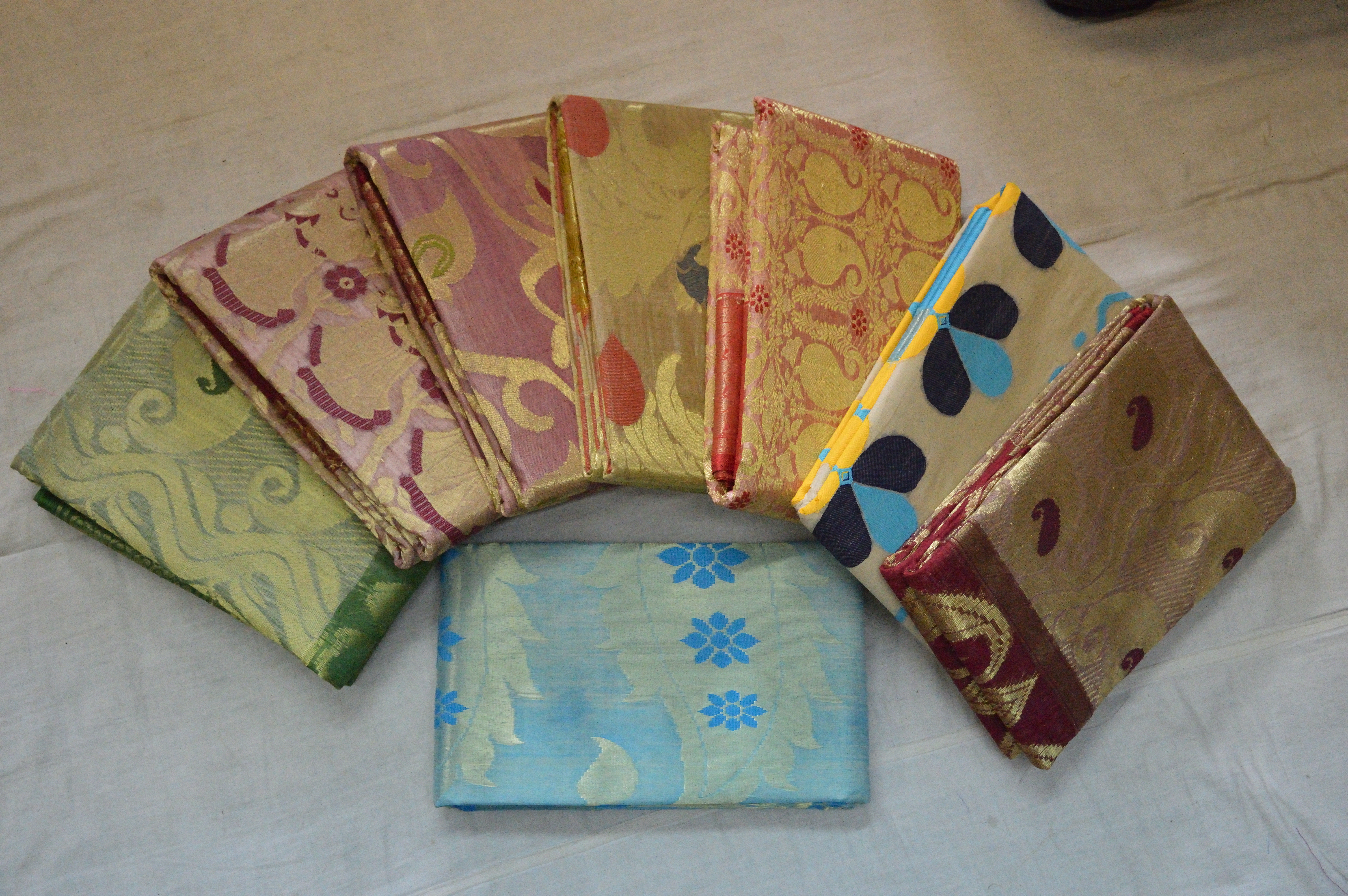
ساری‌های ابریشم زبر از پهولیای هند.

ابریشم زبر (انگلیسی: Tussar silk) گونه‌ای ابریشم است که از لارو چندین گونه کرم ابریشم متعلق به جنس شاپرک‌های ابریشم زبر (آنترایا) تولید می‌شود. این کرم‌های ابریشم در جنگل‌های وحشی در درختان متعلق به گونه‌های ارجون و درخت سال و همچنین سایر گیاهان غذایی مانند جمبو و بلوط که در جنوب آسیا یافت می‌شوند زندگی می‌کنند و از برگ‌های درختانی که روی آن‌ها زندگی می‌کنند می‌خورند.
ابریشم زبر به دلیل بافت غنی و رنگ طبیعی و طلایی پررنگش ارزشمند است و انواع آن در بسیاری از کشورها از جمله چین، هند، ژاپن و سریلانکا تولید می‌شود.

## کاربردها
ساری مهم‌ترین محصول ابریشم زبر است، اگرچه این نوع ابریشم به عنوان ماده پایه برای صنایع دستی، پارچه‌های مبلمان و پوشاک دوخت نیز استفاده می‌شود. با معرفی رنگ‌های شیمیایی، دامنه رنگ‌های موجود آن به میزان قابل توجهی افزایش یافته‌است. برخی از طراحان مد از ابریشم زبر در خلاقیت‌های خود استفاده می‌کنند. پوشاک با طراحی دقیق تولید شده از ابریشم زبر در سطح جهانی شناخته‌شده‌است و به سراسر جهان صادر می‌شود.
ابریشم زبر یک افزودنی محبوب به صابون است. الیاف کوتاه این ابریشم معمولاً در آب لیمو حل می‌شود و سپس به روغن‌ها اضافه می‌شود تا صابون درست شود. صابون ساخته شده با ابریشم زبر دارای کیفیت «لغزنده» است و نسبت به صابونی که بدون آن ساخته شده‌است، احساس تجمل بیشتری دارد. فتیلهٔ پنبه ابریشم زبر را می‌توان از فروشگاه‌های لوازم صابون‌سازی خریداری کرد.